# Premi e riconoscimenti dei Pink Floyd

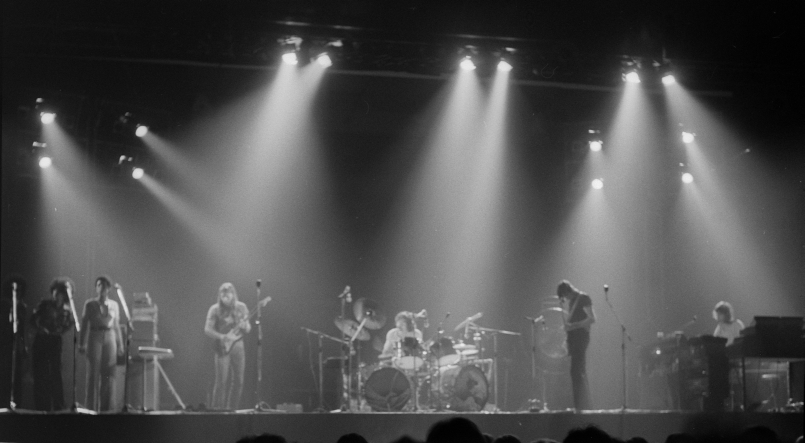
I Pink Floyd nel 1973

I Pink Floyd hanno ottenuto, nel corso della loro carriera, diversi premi e riconoscimenti.

## Premi
- American Music Award
  - 1981 – Candidatura per la canzone pop/rock preferita per Another Brick in the Wall[1]
  - 1995 – Candidatura come gruppo/duo pop/rock preferito[2]
- BAFTA
  - 1983 – Miglior canzone originale per Another Brick in the Wall[3]
  - 1983 – Miglior sonoro per Pink Floyd The Wall.[4][5]
- BRIT Awards
  - 1977 – Candidatura come miglior gruppo britannico
  - 1977 – Candidatura per il miglior album dell'anno per The Dark Side of the Moon
  - 1995 – Candidatura come miglior gruppo britannico[6]
  - 1995 – Candidatura per il miglior album dell'anno per The Division Bell[6]
- Demmy Awards
  - 2005 – Candidatura per la miglior traccia multicanale ad alta risoluzione per Breathe[7]
- ECHO Deutscher Musikpreis
  - 1995 – Miglior gruppo internazionale[8]
  - 2007 – Miglior DVD musicale nazionale/internazionale per Pulse[9]
  - 2015 – Miglior gruppo internazionale[10]
  - 2015 – Candidatura come miglior album internazionale per The Endless River[10]
- Grammy Awards[11]
  - 1981 – Candidatura come album dell'anno per The Wall
  - 1981 – Candidatura come miglior performance rock di un duo o un gruppo
  - 1990 – Candidatura come miglior film musicale per Delicate Sound of Thunder
  - 1995 – Miglior performance rock strumentale per Marooned
- Grammy Hall of Fame[12]
  - 1999 – The Dark Side of the Moon
  - 2008 – The Wall
- Ivor Novello Awards
  - 1980 – Candidatura per il più venduto "lato A" per Another Brick in the Wall[13]
  - 1981 – Successo internazionale dell'anno per Another Brick in the Wall [14]
  - 1992 – David Gilmour, Nick Mason, Roger Waters e Richard Wright per l'eccezionale contributo alla musica britannica[15]
- Juno Award[16]
  - 1976 – Candidatura per l'album internazionale più venduto per Wish You Were Here
  - 1981 – Album internazionale dell'anno per The Wall
  - 1981 – Singolo internazionale dell'anno per Another Brick in the Wall
- MTV Video Music Awards[17]
  - 1988 – Best concept video per Learning to Fly
  - 1988 – Candidatura per la miglior regia per Learning to Fly a Storm Thorgerson
  - 1988 – Candidatura per la miglior fotografia per Learning to Fly a Gordon Minard
- Pollstar Awards
  - 1987 – Candidatura nella categoria Grande tour dell'anno per A Momentary Lapse of Reason Tour[18]
  - 1987 – Candidatura nella categoria Eventi dell'anno dell'industria dei concert per A Momentary Lapse of Reason Tour[18]
  - 1987 – Tour di ritorno dell'anno per A Momentary Lapse of Reason Tour[18]
  - 1987 – Scenografia più creativa per A Momentary Lapse of Reason Tour a Paul Staples e Marc Brickman[18]
  - 1988 – Grande tour dell'anno per A Momentary Lapse of Reason Tour[19]
  - 1994 – Produzione teatrale più creativa per The Division Bell Tour[20]
  - 1994 – Candidatura nella categoria Grande tour dell'anno per The Division Bell Tour[20]
- Progressive Music Awards
  - 2012 – Grand Design per la riedizione in box-set degli album dei Pink Floyd nella versione Immersion edition[21]
  - 2019 – Prog God a Nick Mason[22]
- World Music Awards
  - 2014 – Candidatura come Miglior gruppo del mondo[23]
  - 2014 – Candidatura nella categoria Miglior esibizione dal vivo[24]
- Anketa Žebřík
  - 1994 – Miglior concerto per The Division Bell Tour[25]
  - 1994 – Candidatura come miglior gruppo[25]
  - 1994 – Candidatura per il miglior album per The Division Bell[25]
  - 2005 – Candidatura come Sorpresa internazionale dell'anno[26]
  - 2006 – Candidatura per il miglior DVD musicale per Pulse (edizione in DVD del 2006)[27]

## Altri riconoscimenti
- 1996 – Rock and Roll Hall of Fame nella sezione Performers[28]
- 2001 – L'emittente VH1 ha incluso il gruppo al 15º posto nella classifica dei 100 migliori artisti hard rock[29]
- 2005 – UK Music Hall of Fame[30]
- 2006 – La rivista on-line Ondarock ha selezionato 5 album dei Pink Floyd quali "pietre miliari" della musica rock:
  - Ummagumma[31]
  - The Piper at the Gates of Dawn[32]
  - The Dark Side of the Moon[33]
  - The Wall[34]
  - Atom Heart Mother[35]
- 2008 – Polar Music Prize[36]
- 2010 – La rivista Rolling Stone ha inserito il gruppo al 51º posto nella lista dei 100 migliori artisti di tutti i tempi[37]
- 2020 – Alcuni album del gruppo sono stati inseriti nell'aggiornamento della lista dei 500 migliori album di tutti i tempi secondo Rolling Stone originariamente stilata nel 2003 e aggiornata una prima volta nel 2012:
  - The Dark Side of the Moon al 55º posto [38]
  - The Wall al 129º posto[39]
  - The Piper at the Gates of Dawn al 253º posto[40]
  - Wish You Were Here al 264º posto[41]